# Kyotokei
Kyotokei è un videogioco a piattaforme ispirato agli shooter a scorrimento orizzontale sviluppato e pubblicato da Microforum, in collaborazione con Nintendo. Il gioco, acquistabile come WiiWare, è uscito in Europa il 15 settembre 2011.
Scopo del gioco è quello di completare i 5 livelli previsti con uno dei due gemelli protagonisti, manovrando un uccello simile ad un grifo.